# Virginia Slims of Richmond 1983
Il Virginia Slims of Richmond 1983 è stato un torneo di tennis giocato sul cemento. È stata la 2ª edizione del torneo, che fa parte del Virginia Slims World Championship Series 1983. Si è giocato a Richmond negli USA dal 12 al 18 settembre 1983.

## Campionesse

### Singolare
Rosalyn Fairbank ha battuto in finale  Kathy Jordan con il punteggio di 6–4, 5–7, 6–4

### Doppio
Rosalyn Fairbank /  Candy Reynolds hanno battuto in finale  Kathy Jordan /  Barbara Potter con il punteggio di 6–7, 6–2, 6–1